# Prionailurus
A Prionailurus az emlősök (Mammalia) osztályának ragadozók (Carnivora) rendjébe, ezen belül a macskafélék (Felidae) családjába tartozó nem. Az ide sorolt fajokat összefoglalóan törpemacskáknak is nevezik.

## Tudnivalók
A nembe tartozó fajok főbb elterjedési területe az ázsiai trópusokon található. Az erdőket és mocsaras területeket választották élőhelyül. Zsákmányuk madarakból, a halászmacska esetében halakból áll, de nem vetik meg a gyíkokat és különböző kisemlősöket sem. A törpemacskák populációi veszélyeztetetthez közeli helyen állnak, sőt egyes fajok már a mérsékelten veszélyeztetett kategóriát is elérték az ember természetátalakító munkája miatt.
Általában házi macska (Felis silvestris catus) méretűek, tömegük nem több 3 kilogrammnál, kivéve a halászmacskát, melynek testhossza meghaladja az 1 métert, tömege pedig 5-7 kilogramm. Színezetük fajonként változó, ám mindegyikükön párducmintás rajzolat látható. Egyesek sötét szürke színűek, mintázatokkal, mások rozsdafoltos bundát viselnek, megint mások az ocelotéhoz (Leopardus pardalis) hasonló szőrük van.

## Rendszerezés
A nembe az alábbi 5 faj tartozik:
- leopárdmacska (Prionailurus bengalensis) (Kerr, 1792) - típusfaj
- Prionailurus javanensis (Desmarest, 1816) - korábban a leopárdmacska alfajának vélték[5][6]
- laposfejű macska (Prionailurus planiceps) (Vigors & Horsfield, 1827)
- rozsdafoltos macska (Prionailurus rubiginosus) (I. Geoffroy Saint-Hilaire, 1831)
- halászmacska (Prionailurus viverrinus) (Bennett, 1833)

### Fordítás
- Ez a szócikk részben vagy egészben  a   Prionailurus című angol Wikipédia-szócikk ezen változatának fordításán alapul.  Az eredeti cikk szerkesztőit annak laptörténete sorolja fel. Ez a jelzés csupán a megfogalmazás eredetét és a szerzői jogokat jelzi, nem szolgál a cikkben szereplő információk forrásmegjelöléseként.